# Renfe série 321

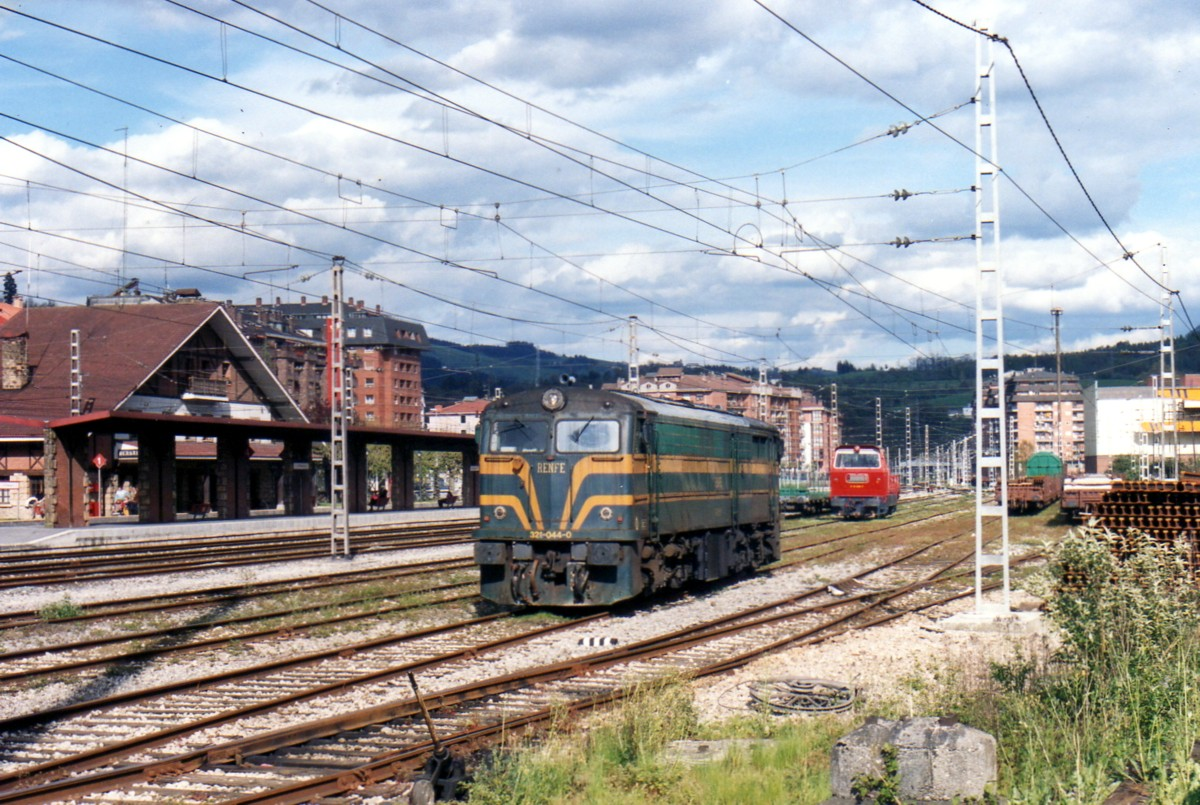
La 321-044 à Beasain le 17 avril 2000

Plus puissantes que les 313, les locomotives Diesel de la série 321 sont commandées afin d'achever la dieselisation en Andalousie et en Galice et éventuellement de la commencer sur d'autres régions.

## Conception

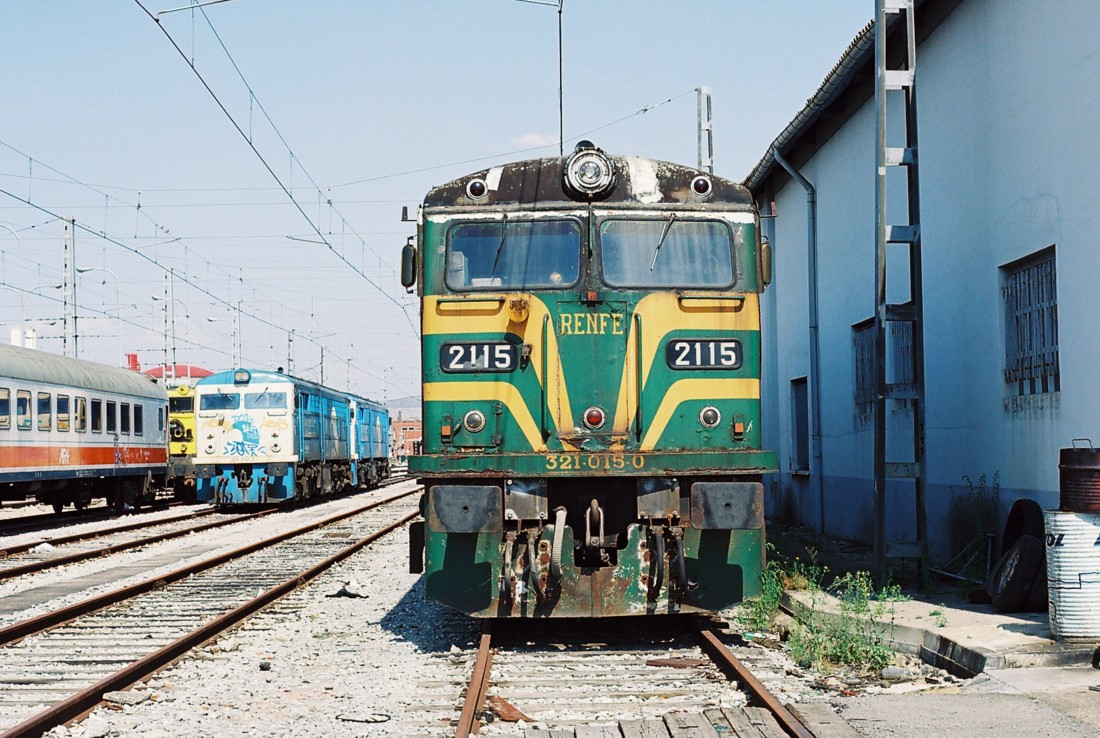
La 321-015 à Miranda de Ebro (9 août 2003).

Les 2100 sont des machines du modèle DL 500 S (ou encore type FDP 9) d'ALCO. Elles sont équipées d'une évolution du moteur 251 B dont la production s'arrête en 1963 et d'une caisse bi-cabine typiquement espagnole, afin d'éviter les problèmes rencontrés avec les machines des séries 316 et 318.
Une chaudière à vapeur Heating Corporation type Clarkson OK 4616 leur permet de chauffer des trains de voyageurs.
La commande initiale porte sur 60 unités. Devant les bons résultats obtenus, la Renfe décide de diéseliser complètement le réseau et à ce titre, une dernière commande de 20 unités est passée en deux lots.
Toute la série sort d'usine dans la classique livrée vert et jaune de l'époque.

## Service

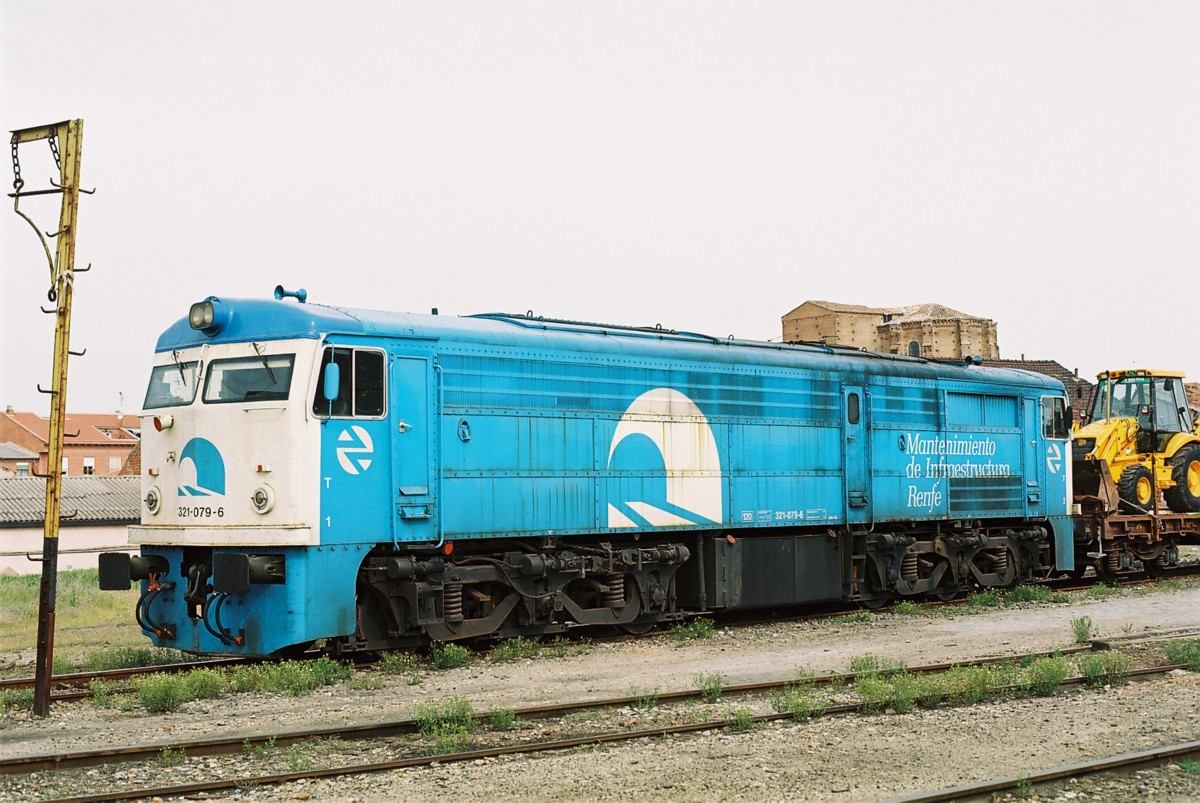
La 321-079 en livrée GIF/MIT à Medina del Campo (30 avril 2005).

Les premières machines arrivées des États-Unis sont débarquées à Sestao, dans le port de Bilbao, les 9 et 11 janvier 1965. Elles sont aussitôt affectées au dépôt d'Orense.
Rapidement livrées, les unités espagnoles sont affectées à Madrid et assurent la traction des trains de marchandises de détail mais aussi celle des trains de voyageurs de Madrid à La Corogne, Vigo, Bilbao et Irun. En 1966, la série est répartie entre Séville (21 machines) et Orense (37 machines). En Andalousie, elles sont utilisées en concurrence avec les 313 et 316 en tête des trains de voyageurs et de marchandises.
Après livraison de la totalité de la série, elles assurent tous les services sur le centre, l'extremadura, l'Andalousie et la Galice. Les progrès de l'électrification et l'arrivée des 333.0 sont synonymes de déclin. Elles assurent encore quelques services voyageurs nobles avec la tranche finale de l’Atlantico Expreso entre Betanzos et El Ferrol, celle de l'Iberia Expreso et de l'express de Madrid entre Bobadilla et Algésiras.
Au début des années 1980, elles remplacent de plus en plus des ferrobus série 591.3 sur les services omnibus. Un essai d'installation du chauffage électrique sur la 2117 n'est pas couronné de succès. De plus, l'arrivée des Camellos des séries 592.0 et 593 les chasse des derniers services omnibus. À la fin des années 1980, elles sont confinées à la traction des trains de marchandises et aux manœuvres lourdes dans les grands triages. Quelques-unes sont même utilisées comme chasse-neiges dans le col de Pajares. Une partie de la série bénéficie d'une remotorisation au début des années 1990. À cette occasion, la chaudière à vapeur devenue inutile est déposée. À partir de septembre 1990, quelques-unes reçoivent également la nouvelle décoration « taxi ».
Jusqu'ici, les quelques réformes sont le résultat d'accidents (2174 le 15/12/1972, 2143 le 25/10/1978, 2133 et 2137 le 14/11/1983). Mais la série est désormais surnuméraire, et il est décidé d'en vendre une partie.
Les survivantes sont mutées à l'UN Mantenimiento de Infraestructuras à la fin des années 1990. La 321-080, du dépôt d'Atocha, connait une fin de carrière un peu particulière puisqu'elle est détachée au musée national des chemins de fer afin d'assurer la traction des trains engagés par celui-ci. Fin juin 2001, il en reste 36 en service, dont 6 sont louées à Aceralia. La 321-057 est complètement révisée et repeinte dans une nouvelle livrée bleu et blanc fin 2001. Elle est rapidement suivie des 321-030, 321-054 (Leon), 321-073 (Séville). Les 321-021, 032, 042 et 069, garées, sont également mutées à l'UN MIT. Seule la 321-024 est encore affectée à Miranda de Ebro, les 321-013 et 045 étant mises à la ferraille en 2001.

## Revente et dispersion de la série

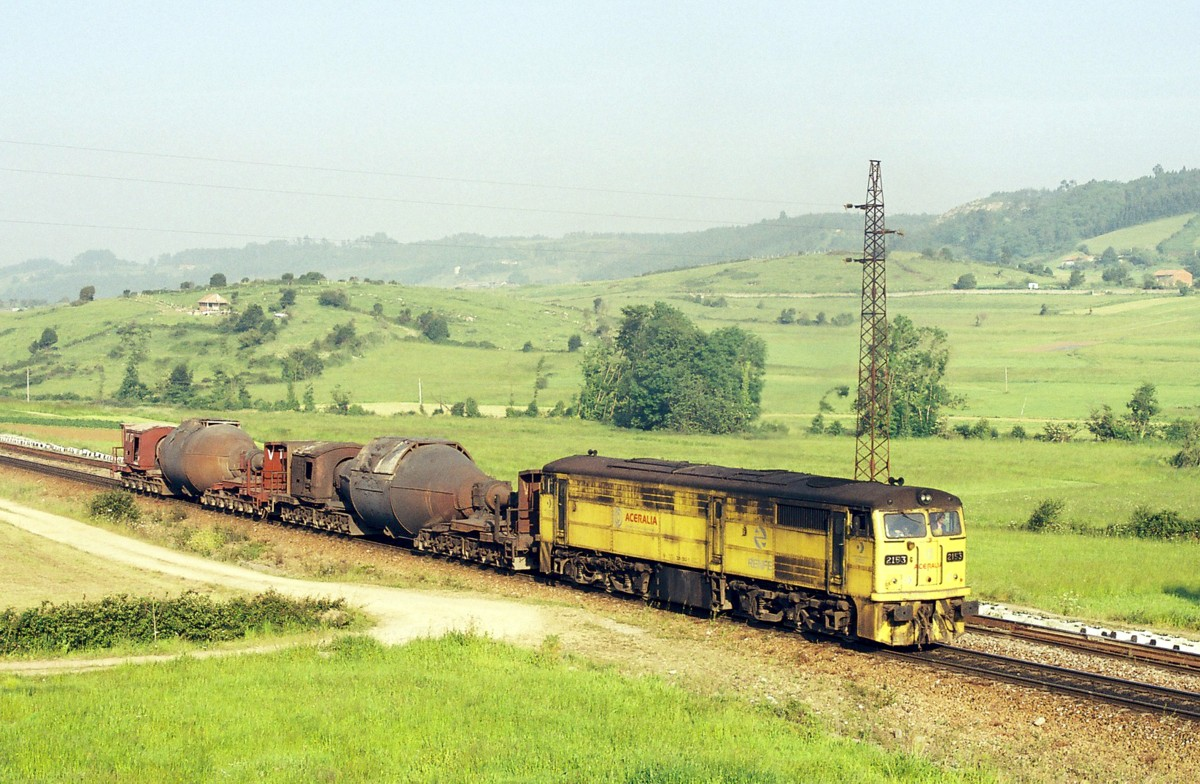
La 321-053 louée à Acéralia. El Valle, Asturias, 25 mai 2001

En novembre 1993, des techniciens argentins de la province de Cerro Negro viennent examiner la 2178. Deux machines (les 321-029 et 321-076) sont achetées par le SEFEPA en 1994. Elles y effectueront du service jusqu'à leur réforme en 2001. En 1995, le BAP en achète vingt autres (n° 321-006, 007, 009, 010, 019, 020, 022, 023, 025, 026, 034, 041, 047, 055, 061, 065, 067, 071, 077 et 078) avec une option sur 20 machines supplémentaires (qui ne se concrétisera pas).
À partir de 1997, six machines (321-035, 046, 048, 053, 058 et 068) sont également louées à Aceralia (puis Arcelor, actuellement Mittal) pour ses installations d'Aviles.
En 1999/2000, quelques machines sont vendues à des entreprises de génie ferroviaire : la 321-050 à TECSA, les 321-039 et 321-075 à Vias y Construcciones. Ces dernières reçoivent une nouvelle livrée jaune et bleu.